# Elenis Rodríguez
Elenis del Valle Rodríguez Martínez es una profesora universitaria y activista de derechos humanos venezolana, fundadora y actual presidente de la ONG Fundación por los Derechos y la Equidad Ciudadana (Fundeci), dedicada a la protección del debido proceso de las personas detenidas. Fue querellante en la causa que investigaba la muerte de Bassil Da Costa durante las protestas en Venezuela de 2014. Actualmente es magistrada del Tribunal Supremo de Justicia de Venezuela en el exilio.

## Carrera
Elenis es una abogada y activista de derechos humanos, y actual presidente de la Fundación por los Derechos y la Equidad Ciudadana (Fundeci). Participó como secretaria del tribunal disciplinario del Colegio de Abogados de Caracas, como querellante en la causa que investigaba la muerte de Bassil da Costa el 12 de febrero de 2014, y en calidad de abogada defensora de líderes opositores como Leopoldo López, Antonio Ledezma y el dirigente del partido Avanzada Progresista Carlos Melo. Rodríguez ha formado parte del partido Primero Justicia, desempeñándose como secretaria nacional de Justicia en la Calle entre 2007 y 2009 y como coordinadora de derechos humanos del partido hasta 2014, año en el que asume la defensa de los hermanos Francisco Alejandro y Francisco José Sánchez, dirigentes de Primero Justicia detenidos en abril.

## Exilio
Después de la juramentación de los magistrados del Tribunal Supremo de Justicia por parte de la Asamblea Nacional el 21 de julio de 2017 durante la crisis institucional y las protestas en Venezuela, Elenis se refugió en el embajada de Chile en Caracas el 29 de julio, horas antes de las elecciones de la Asamblea Nacional Constituyente, junto con los magistrados Luis Manuel Marcano, José Fernando Núñez, Beatriz Ruiz y Zuleima del Valle, después de, según ella, enterarse de que sería arrestada el 31 de julio por el Servicio Bolivariano de Inteligencia Nacional (SEBIN). Ante esto, el Ministerio de Relaciones Exteriores de Chile emitió un comunicado confirmando su ingreso en la residencia del embajador y que se le había otorgado la calidad de huésped, afirmando que «la señora Del Valle Rodríguez ha solicitado la protección de Chile fundada en circunstancias políticas conocidas. Nuestro país actuará en esta materia de acuerdo con los principios jurídicos y humanitarios que inspiran su política exterior». El 22 de agosto el canciller chileno Heraldo Muñoz comunicó el otorgamiento de asilo político para los magistrados, pero tuvieron que pasar varias semanas para que pudieran salir de Venezuela mientras el embajador se encontraba en la isla Margarita viendo la situación del periodista chileno venezolano Braulio Jatar. Al no recibir salvoconducto de Venezuela, los magistrados salieron del país en coche. Rodríguez llegó a Santiago de Chile el 19 de octubre.